# Autographa khinjana
Autographa khinjana là một loài bướm đêm trong họ Noctuidae.